# Maria Elisabet Donaldson
Maria Elisabet Donaldson, Reina Consort de Dinamarca (Hobart, Tasmània, 5 de febrer de 1972) és l'actual Reina Consort de Dinamarca, Groenlàndia i les Illes Fèroe. Anteriorment, fou la princesa hereva de Dinamarca amb el tractament d'altesa reial arran del seu matrimoni amb el príncep hereu Frederic de Dinamarca, fill primogènit de la reina Margarida II de Dinamarca.
Nascuda a la localitat de Hobart a l'illa de Tasmània el dia 5 de febrer de l'any 1972 essent filla del professor universitari John Dalgleish Donaldson i de l'executiva Henrietta Clark Horne. Tant la família paterna com la materna de la princesa són d'origen escocès.
Maria Elisabet assistí a l'Escola Taroona, a Tasmània, i posteriorment al Col·legi Hobart. Estudià a la Universitat de Tasmània la doble llicenciatura en administració i direcció d'empreses i de dret. Immediatament després de concloure els seus estudis amb brillants qualificacions, la princesa entrà a treballar a l'Agència DDB Needham de Melbourne, posteriorment a l'Agència Young & Rubicam de Sydney i finalment a l'empresa Microsoft de Copenhaguen.
La princesa té coneixement d'anglès com a llengua materna, de francès, en haver realitzat un curs preparatori a París, i del danès.
Maria Donaldson conegué al príncep hereu Frederic de Dinamarca als Jocs Olímpics d'estiu de Sydney de l'any 2000. La princesa acudí a una festa del grup olímpic espanyol en què hi assistia el príncep Felip d'Espanya, dos germans Gómez-Acebo, el príncep Nicolau de Grècia, la princesa Marta Lluïsa de Noruega, el príncep Joaquim de Dinamarca i el príncep hereu Frederic de Dinamarca. Donaldson afirmà posteriorment que ella desconeixia que els citats membres de la reialesa assistirien a la festa i ella mateixa afirmà: "Mitja hora després d'haver començat la festa, una de les persones que m'havia convidat s'acostà i em preguntà si sabia qui eren les persones amb qui estava parlant. Òbviament la reina Elisabet és la nostra cap d'estat, però Austràlia és, en certa manera, una república, pel fet de no tenir reialesa pròpia i, per tant, és difícil conèixer aquesta classe de gent".
Maria Elisabet Donaldson esdevingué promesa del príncep Frederic de Dinamarca el dia 8 d'octubre de l'any 2003 en una magnífica cerimònia per a la premsa celebrada al Palau d'Amalienborg a Copenhaguen. La parella es casà a la Catedral de Copenhaguen el dia 14 de maig de 2004, cerimònia en què assistí la crème de la crème de la reialesa europea i que serví per presentar oficialment al gotha europeu Letizia Ortiz, promesa del príncep d'Astúries.
Posteriorment a la cerimònia religiosa, la parella es traslladà al Castell de Fredensborg on se celebrà un banquet per a 450 persones. La lluna de mel transcorregué, segons diversos mitjans de comunicació, per Tanzània, Kenya i l'illa de Zanzíbar.
Arran del seu casament, Maria Elisabet Donaldson va perdre la seva ciutadania australiana i anglesa per adoptar la danesa. Igualment se li concedí el títol de princesa de Dinamarca amb el tractament d'altesa reial i l'Ordre de l'Elefant concedida per la reina Margarida II de Dinamarca.
Té quatre fills:
- SAR el príncep Cristià de Dinamarca, nat a Copenhaguen el 15 d'octubre de 2005 al Rigshospitalet de Copenhagen, batejat Christian Valdemar Henri John.
- SAR la princesa Isabel de Dinamarca, nada el 21 d'abril de 2007 al Rigshospitalet de Copenhagen, batejada Isabella Henrietta Ingrid Margrethe.
- Els bessons, nats el 8 de gener de 2011 al Rigshospitalet de Copenhagen, el príncep Vincent de Dinamarca, batejat Vincent Frederik Minik Alexander, i la princesa Josefina de Dinamarca, batejada Josephine Sophia Ivalo Mathilda.

El príncep Cristià rebé els noms de Cristià, Valdemar, Enric i Joan. Cristià seguint la tradició danesa que tots els reis es diuen Cristià i Frederic successivament, Valdemar per ser un nom de llarga tradició en la família reial danesa, i Joan i Enric en honor dels avis paterns i materns. La cerimònia tingué lloc al Castell de Christiansborg el 21 de gener de 2006 essent apadrinat per la princesa hereva Victòria de Suècia, el príncep hereu Pau de Grècia, els prínceps hereus Haakon de Noruega i Mette-Marit Tjessem Høiby, pel príncep Joaquim de Dinamarca i per diversos amics de la parella.
Actualment la parella habita el Castell de Fredensborg, antiga residència de la princesa Íngrid de Suècia. La parella també ocupa oficialment un apartament del Palau d'Amalienborg a Copenhaguen.
El 31 de desembre de 2023, la seva sogra la Reina Margarida II, anuncià la seva abdicació. El seu marit, Frederic X fou proclamat rei de Dinamarca el 14 de gener de 2024 i conseqüentment, ella fou proclamada Reina Consort de Dinamarca.